# Māris Urtāns
Māris Urtāns (* 9. Februar 1981 in Riga, Lettische SSR, Sowjetunion) ist ein lettischer Leichtathlet, der sich auf das Kugelstoßen spezialisiert hat, gelegentlich aber auch im Diskuswurf an den Start geht.

## Sportliche Laufbahn
Erste internationale Erfahrungen sammelte Māris Urtāns im Jahr 2000, als er bei den Juniorenweltmeisterschaften in Santiago de Chile mit einer Weite von 50,63 m im Diskuswurf in der Qualifikation ausschied. Auch bei den U23-Europameisterschaften im Jahr darauf verpasste er mit 49,40 m den Finaleinzug, wie auch zwei Jahre später bei den U23-Europameisterschaften in Bydgoszcz mit 17,61 m im Kugelstoßen. 2005 nahm er erstmals an der Sommer-Universiade in Izmir teil und belegte dort mit einem Stoß auf 18,07 m den neunten Platz. Im Jahr darauf nahm er erstmals an den Europameisterschaften in Göteborg teil, scheiterte dort aber mit 18,40 m in der Vorrunde. 2007 schied er bei den Halleneuropameisterschaften in Birmingham mit 18,59 m in der Qualifikation aus, gewann aber Mitte August bei den Studentenweltspielen in Bangkok mit einer Weite von 19,38 m die Silbermedaille hinter dem Russen Maxim Sidorow. Zudem nahm er anschließend erstmals an den Weltmeisterschaften in Osaka teil, bei denen er aber mit 19,17 m in der Qualifikation ausschied. Im Jahr darauf schaffte er erstmals die Qualifikation für die Olympischen Spiele in Peking, bei denen er aber mit 19,57 m den Finaleinzug verpasste.
2009 wurde er bei der Sommer-Universiade in Belgrad mit 19,09 m Fünfter und schied anschließend bei den Weltmeisterschaften in Berlin mit 19,89 m in der Qualifikation aus. Auch bei den Hallenweltmeisterschaften im Jahr darauf in Doha schied er mit 19,97 m in der Vorrunde aus, ehe er bei den Europameisterschaften in Barcelona mit einer Weite von 20,72 m die Bronzemedaille hinter dem Polen Tomasz Majewski und Ralf Bartels aus Deutschland. Er erhielt seine Medaille allerdings erst Jahre später, nachdem der ursprüngliche Sieger Andrej Michnewitsch aus Weißrussland des Dopings überführt worden war. 2011 schied er dann bei den Halleneuropameisterschaften in Paris mit 19,32 m in der Qualifikation aus, wie auch bei den Leichtathletik-Europameisterschaften 2012 in Helsinki mit 19,25 m. Dennoch qualifizierte er sich erneut für die Olympischen Spiele in London, bei denen er aber mit 19,13 m den Finaleinzug verpasste.
2014 schied er bei den Europameisterschaften in Zürich mit 18,35 m in der Qualifikation aus und 2015 gelang ihm bei den Halleneuropameisterschaften in Prag in der Qualifikation kein gültiger Versuch.
In den Jahren von 2004 bis 2011 und von 2014 bis 2017 sowie 2020 wurde Urtāns lettischer Meister im Kugelstoßen im Freien sowie 2002 und 2003, von 2005 bis 2007, von 2009 bis 2011, 2014 und 2015, 2017 und 2018 sowie 2020 auch in der Halle. Zudem siegte er 2002, 2011, 2015 und 2017 auch im Diskuswurf.

## Bestleistungen
- Kugelstoßen: 21,63 m, 19. Juni 2010 in Belgrad
  - Kugelstoßen (Halle): 20,43 m, 30. Januar 2010 in Tartu
- Diskuswurf: 54,50 m, 9. August 2015 in Ventspils